# Trogosus
Trogosus es un género extinto de mamífero del suborden Tillodontia, que vivieron en América del Norte durante el Eoceno, hace entre 54,8 y 33,7 millones de años. Se han encontrado fósiles en Wyoming.

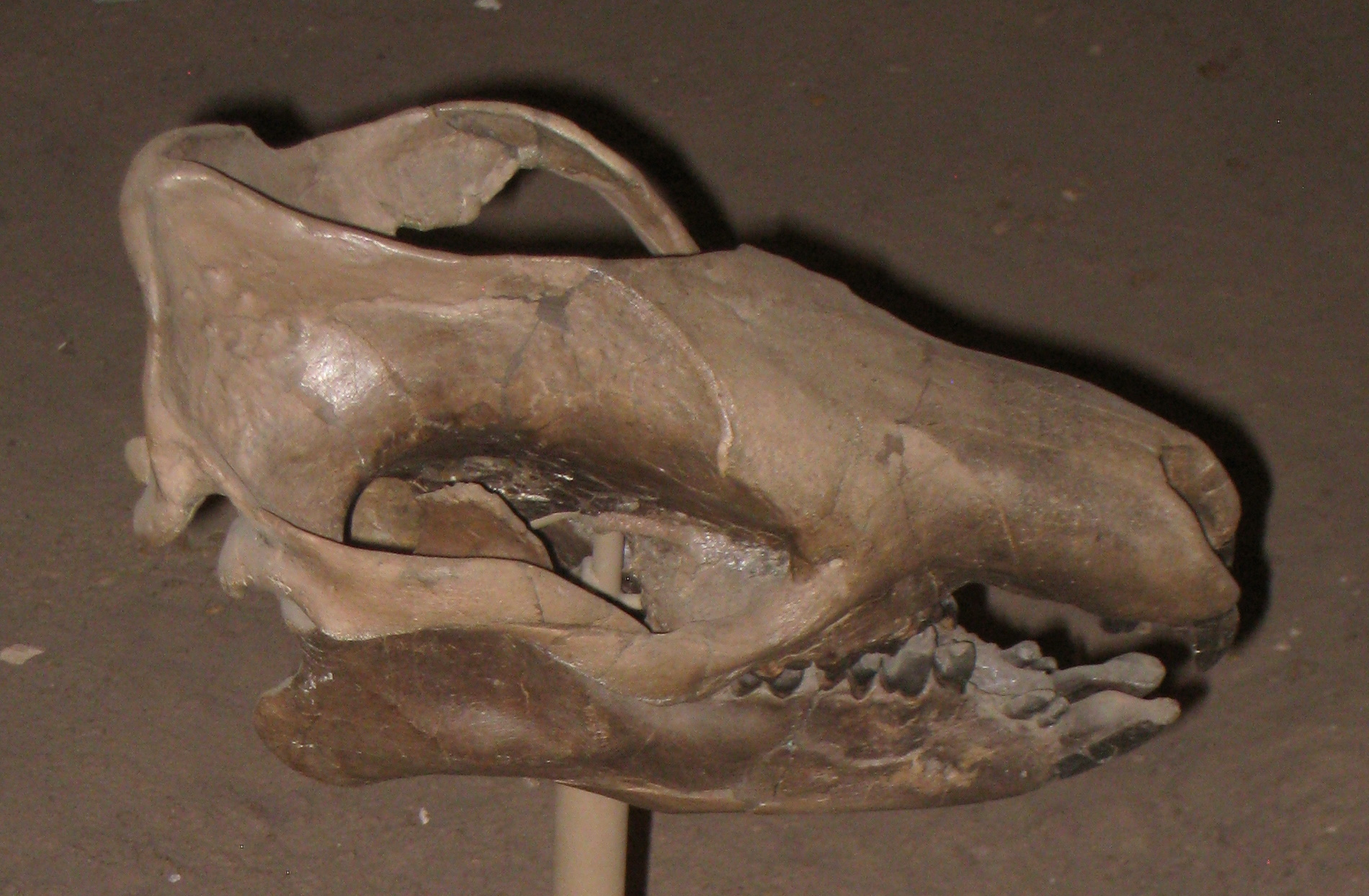
Cráneo de Trogosus

Tenía 1,2 m de longitud. Su cuerpo grueso, su cabeza corta y su pies planos le dan cierto parecido con un oso actual. Sin embargo, sus grandes incisivos, que seguían creciendo durante toda la vida, le hacían parecer más un roedor de gran tamaño, de unos 150 kg de peso. A juzgar por el gran desgaste de los molares, se cree que Trogosus se alimentaba de sustancias vegetales, como raíces y tubérculos.